# Tuffy Neugen
Tuffy, właśc. Tuffy Neugen (ur. 6 czerwca 1899 w Santosie, zm. 4 grudnia 1935 w São Paulo) – piłkarz brazylijski grający na pozycji bramkarza.

## Kariera klubowa
Tuffy Neugen karierę piłkarską rozpoczął w klubie A.A. Palmeiras São Paulo w 1917 roku. Rok 1919 spędził w klubie Pelotas. W latach 1920–1921 grał w Santosie FC. Lata 1922–1925 spędził w klubie Sírio-Libânes, z którego odszedł do lokalnego rywala Palestra Itália. W latach 1926–1927 ponownie grał w Santosie FC, po czym w 1928 roku przeszedł do Corinthians Paulista, w którym zakończył piłkarską karierę w 1931 roku. Z Corinthians trzykrotnie zdobył mistrzostwo stanu São Paulo – Campeonato Paulista w 1928, 1929 i 1930 roku.

## Kariera reprezentacyjna
Tuffy w reprezentacji Brazylii zadebiutował 11 listopada 1925 roku w meczu z Corinthians Paulista. Tuffy wziął udział w turnieju Copa América 1925. Brazylia zajęła drugie miejsce, a Tuffy zagrał we wszystkich trzech meczach turnieju z Argentyną i Paragwajem. Ostatni raz w reprezentacji zagrał 25 grudnia 1925 w meczu z Argentyną podczas Copa América 1925. Łącznie w barwach Canarinhos zagrał trzy razy.